# Filialkirche Maria Fieberbründl

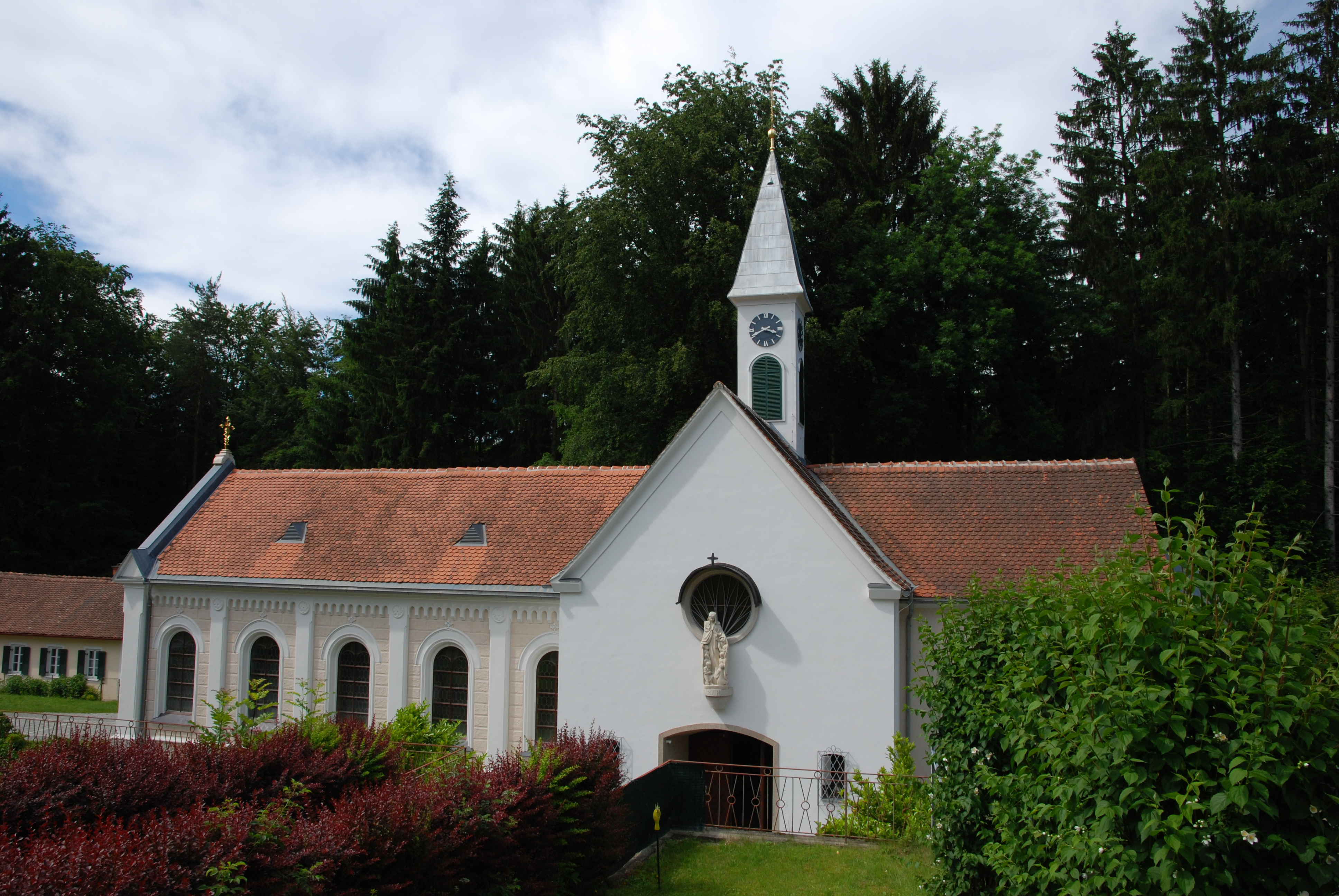
Langhaus, Querschiff und Chor der Wallfahrtskirche

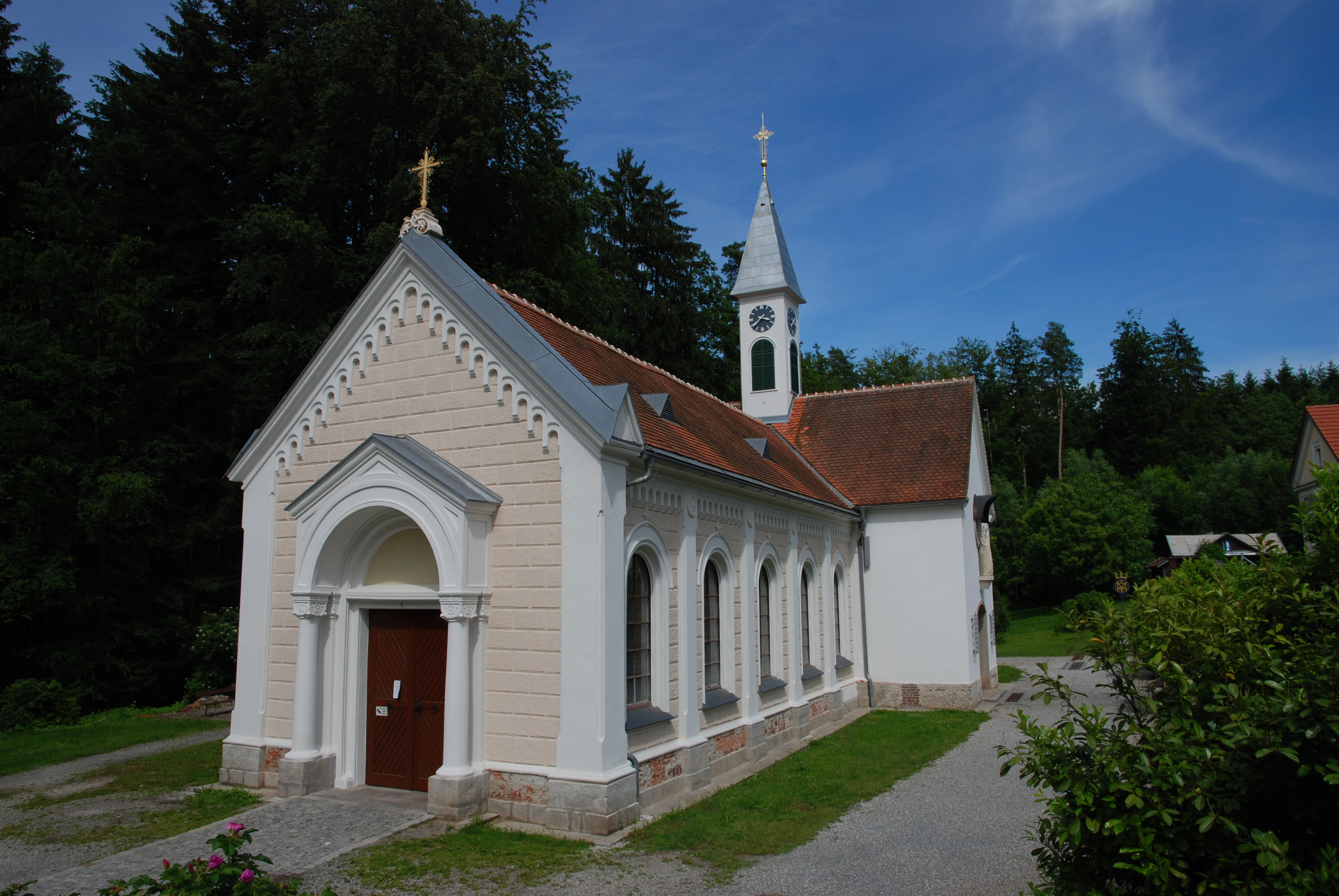
Giebelfront

Die römisch-katholische Filialkirche Maria Fieberbründl steht im Wallfahrtsort Maria Fieberbründl im Ort Kaibing in der Gemeinde Feistritztal in der Steiermark. Die Wallfahrtskirche Mariä Geburt der Pfarrkirche St. Johann bei Herberstein gehört zur Region Oststeiermark (Dekanat Gleisdorf) in der Diözese Graz-Seckau. Die Kirche steht unter Denkmalschutz (Listeneintrag).

## Geschichte
Anfangs bestand eine einfache Holzkapelle mit einer Marienstatue bei einer Quelle. Mit einer Geldstiftung (1864) wurde versucht, im Einvernehmen mit dem Grundeigentümer Michael Rosenberger aus Kaibing dort eine gemauerte Kapelle zu bauen. Von 1879 bis 1894 wurde jedoch nach den Plänen von Robert Mirkowics mit dem Maurermeister Johann Lang aus Pischelsdorf auf dem Nachbargrund des Johann Hirzer aus Kaibing der Neubau errichtet. Der örtliche Zimmermeister besonders für den Glockenturm war Josef Falk. Die Malerarbeiten besorgte Adam Zingl aus Kaibing. Die Weihe der Kapelle war am 26. Oktober 1879 auf Maria im Elend, der Patroziniumstag wurde mit dem 8. September auf Mariä Geburt gelegt. Aufgrund des Kapellenneubaus entschied sich der Grundeigentümer der Holzkapelle, an der Stelle der abgetragenen Holzkapelle eine kleine neobarocke Kapelle zu errichten, die ebenfalls 1879 fertiggestellt wurde. Um Unrecht zu vermeiden, wurde diese Kapelle gleichfalls am 26. Oktober 1897 auf Maria am Fieberbründl geweiht. Die Maria-im-Elend-Kapelle war im Eigentum der Gemeinde Kaibing und ging 1882 in das Kircheneigentum und wurde zur Filialkirche der Pfarrkirche Sankt Johann bei Herberstein erhoben. Gebetserhörungen von 1880 bis 1883 machten die Kirche zu einer Wallfahrtskirche der Oststeiermark und des Gebietes des südlichen Burgenlandes. Die erste hl. Messe der Filialkirche war am 27. Dezember 1882, schon 1883 gab es eine Messlizenz für alle Wochentage, ab 1938 auch für die Sonntage und Feiertage mit Ausnahme der Hauptfeste, bis 1951 alle Beschränkungen aufgehoben wurden. Die kleine Maria-am-Fieberbründl-Kapelle diente vorerst als Sakristei, bis 1885 an die Filialkirche eine eigene Sakristei angebaut wurde. 1893/1894 wurde an der Stelle der Maria-am-Fieberbründl-Kapelle als Erweiterungsbau der Filialkirche eine 15 m lange Bethalle in der Art eines Langhauses mit einem offenen Dachstuhl nach den Plänen von Baumeister Heinrich Loetz aus Graz erbaut. Bemerkenswert war, dass zwischen beiden Bauwerken ein Abstand von 7 m frei gehalten wurde. Der Umstand ist unklar, entstand aber möglicherweise dadurch, dass viele Wallfahrer in der Bethalle übernachteten. 1912 und 1929 machte Johann Zingl aus Kaibing Innenrenovierungen. 1936 wurde das Dach der Kapelle erneuert. Am 1. Mai 1953 wurde die Wallfahrtskirche von der Wiener Provinz des Kapuzinerordens übernommen. 1954 wurde nach einem Plan von Karl Lebwohl mit dem Baumeister Michael Mitterböck aus Pischelsdorf und der Zimmerei Kober aus Hirnsdorf die Kirche und die Bethalle mit einem Querschiff baulich zu einem einheitlichen Gebäude verbunden. Über dem neuen Südportal steht die Figur Schutzmantelmadonna vom Bildhauer Pabst (1954). Die Kirche wurde am 14. November 1954 neu geweiht. 1957 erfolgte eine Außenrenovierung. 1967 wurde der Vorplatz erweitert. Zur 90-Jahr-Feier (1969) erfolgte eine Innenrenovierung. 1975 wurde die Fassade neu gefärbelt.

## Kirchenbau
1954 wurde beim Zusammenbau die ehemalige gedrungene Kapelle als Zentralbau mit querschiffartigen Giebeln und neoromantischen Rundbogenfriesen mit einem zentralen Firstturm stark verändert. Der Glockenturm wurde dabei verlegt und über dem neuen leicht höheren Zwischenbau aufgebaut. Bemerkenswert ist die Architektur von ehemaliger Bethalle und nunmehrigem Langhaus. Über einer Sockelzone aus Quadermauerwerk zeigt die Fassade eine Quaderrustika in Rauputz mit Pilastern und Rundbogenfenstern. Die Giebelfassade mit kräftigen Eckpfeilern hat ein Ädikulaportal mit Stützen und Kapitellen mit Scheibenwürfel mit Engelsköpfen und vegetabilen Kämpferfriesen.
Der langgestreckte einschiffige, lichtdurchflutete Saalraum zeigt auch innen flache Pilaster. Das offene Sparrendach mit stehendem Stuhl steht auf geschnitzten Wandkonsolen. Ein Rundbogen führt in das Querschiff mit einem Tonnengewölbe. Beim Südeingang wurde eine schlichte Musikempore eingebaut. Ein weiterer Rundbogen führt in den einjochigen Chor von 1879 unter einem Kreuzgratgewölbe und einer eingezogenen Apsis.

## Ausstattung
Die Einrichtung zeigt sich in historistischen Formen. Hinter dem Hochaltar und auf der Musikempore sind Votivbilder angebracht. Für neuere Votivbilder wurde 1978 eine eigene Bründlkapelle errichtet. Die Brunnenstatue ist aus dem Jahr 1954. Die Malereien in der Gnadenkapelle schuf Franz Weiss 1978.